# Taravo
Taravo (kors. Taravu) – rzeka na francuskiej wyspie Korsyka przepływająca przez departament Korsyka Południowa. Źródło rzeki znajduje się u podnóża góry Monte Grosso na wysokości 1580 m n.p.m. Płynie w kierunku południowego wschodu. Uchodzi do Morza Śródziemnego w miejscowości Olmeto. Jest trzecią co do długości po Golo i Tavignano rzeką Korsyki.

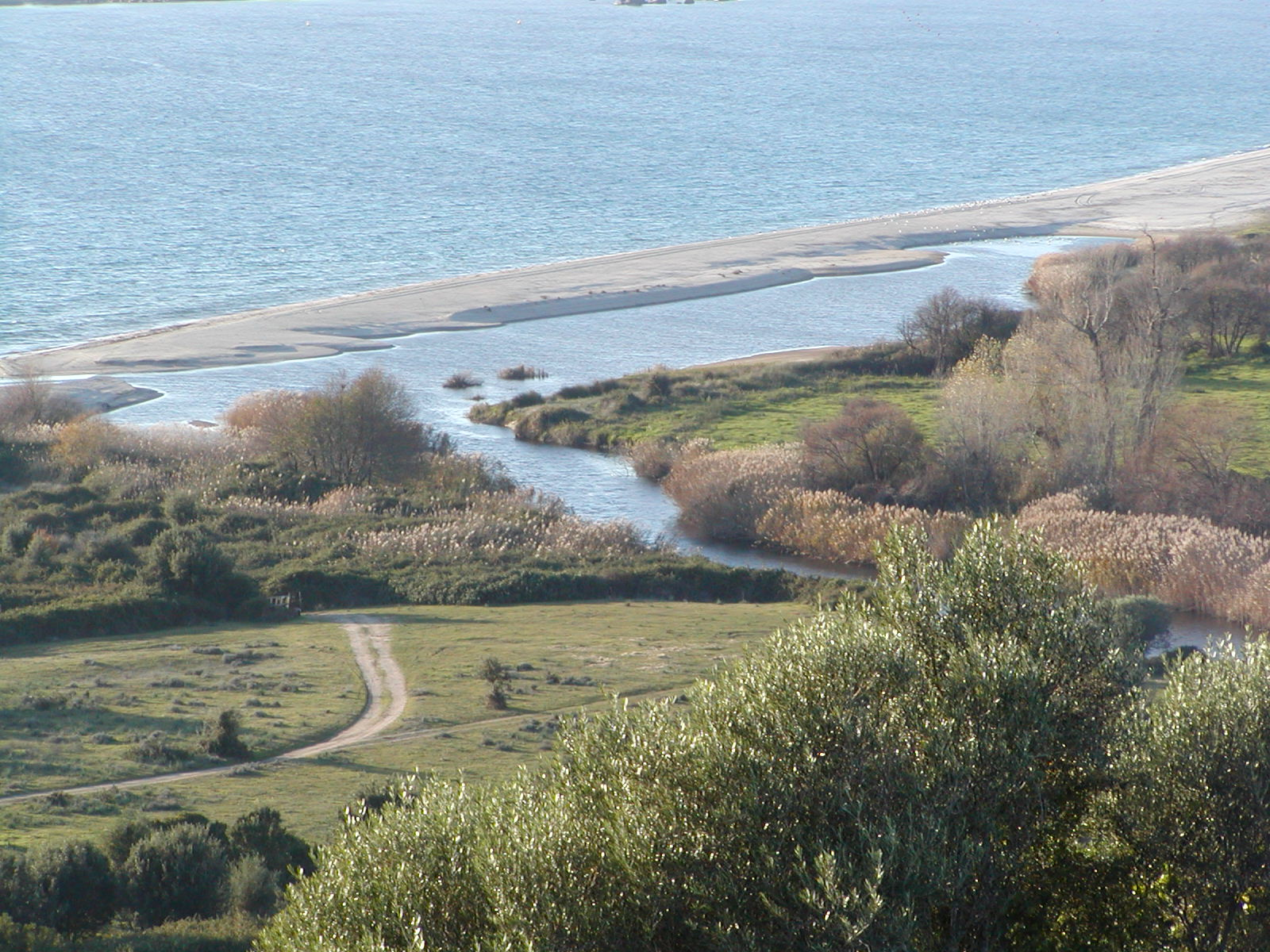
Ujście Taravo do Morza Śródziemnego